# Elachistocleis erythrogaster
Elachistocleis erythrogaster är en groddjursart som beskrevs av Axel Kwet och Di-Bernardo 1998. Elachistocleis erythrogaster ingår i släktet Elachistocleis och familjen Microhylidae. IUCN kategoriserar arten globalt som nära hotad. Inga underarter finns listade i Catalogue of Life.